# هرم أبيض
هرم أبيض (مرادف الرطريط) هو نوع من النباتات من فصيلة قديسية التي توجد في المناطق القاحلة في أفريقيا وشبه الجزيرة العربية. وهو نبات يتحمل الملوحة ويهيمن على العديد من المجتمعات النباتية التي ينمو فيها.

## الوصف
تيتراينا ألبا هي شجيرة منخفضة وكثيرة التفرعات. تحتوي الأوراق على وريقات لحمية مستطيلة الشكل بيضاء اللون مع زغب دقيقي. الزهور الصغيرة منعزلة وتنمو في محاور الأوراق. لديهم بتلات بيضاء مخالب. الثمرة عبارة عن كبسولة ذات خمسة فصوص على شكل كمثرى تحتوي على بذور بيضاوية الشكل ذات نتوءات تشبه الثؤلول.

## التوزيع الجغرافي
يتواجد هذا النوع في إسبانيا، كريت، شمال وشمال شرق أفريقيا، موريتانيا وغرب آسيا (بما في ذلك جنوب قبرص، وجزر بحر إيجه الشرقية وشبه جزيرة سيناء) وشبه الجزيرة العربية.

## علم البيئة
تيتراينا ألبا نبات يتحمل الملوحة. ليس لديها غدد لإفراز الملح الزائد الذي تمتصه، وبدلاً من ذلك تقوم بتركيز الملح في أوراقها ومن ثم التخلص منها، وكذلك التخلص من أعناقها عند الضرورة. عثرا عليها في عدد من الموائل المختلفة. واحدة من هذه هي "التلال النباتية"، وهي أشكال أرضية تربة نموذجية في المناطق ذات الرمال المنفوخة؛ ويوجد آخر في المنخفضات المالحة، أحيانًا على شكل حالات نقية، وفي أحيان أخرى باعتباره النبات السائد في مجتمعه. تشمل النباتات الأخرى الموجودة في المجتمعات التي تتحمل الملوحة والتي تعيش فيها نبات ثليث مخروطي وغرقد كليل وليمونيوم إبطي. وفي واحة المغرة في منخفض القطارة توجد بحيرة مالحة ومستنقع قيصوب، وينمو نبات ت. ألبا عند محيطها، حيث تبدأ السهول الصحراوية. في الجزء الأعمق من هذه المنطقة تشكل روابيًا وتنمو مع أثل نيلي وعاقول مغربي و نيتراريا ريتوسا. في الجزء الخارجي تكون النباتات قليلة، ولا تشكل أكوامًا وتصغر تدريجيًا.